# Susanna Nicchiarelli
Susanna Nicchiarelli (ur. 6 maja 1975 w Rzymie) – włoska reżyserka i scenarzystka filmowa. Autorka łącznie kilkunastu filmów fabularnych i krótkometrażowych.

## Życiorys
Absolwentka filozofii na Uniwersytecie „La Sapienza” oraz reżyserii na rzymskiej uczelni filmowej Centro Sperimentale di Cinematografia. Karierę zaczynała od kręcenia krótkich metraży. Jej pełnometrażowy debiut reżyserski, Kosmonauta (2009), spotkał się z uznaniem na 66. MFF w Wenecji, gdzie zdobył dwie nagrody.
Największym sukcesem Nicchiarelli okazał się jak dotychczas dramat biograficzny Nico, 1988 (2017), opowiadający o ostatnim roku z życia tytułowej niemieckiej piosenkarki pop, w którą wcieliła się Trine Dyrholm. Obraz zdobył główną nagrodę w sekcji "Horyzonty" na 74. MFF w Wenecji oraz cztery statuetki David di Donatello. 
Kolejne filmy Nicchiarelli - Panna Marx (2020) o Eleanor Marx, najmłodszej córce Karola Marksa, oraz Chiara (2022) o św. Klarze z Asyżu - dopełniły trylogię poświęconą biograficznym portretom kobiet. Obydwa obrazy miały swoje premiery w konkursie MFF w Wenecji, ale nie spotkały się już z większym uznaniem.
Reżyserka przewodniczyła obradom jury sekcji "Horyzonty" na 76. MFF w Wenecji (2019).